# Nina Kuscsik
Nina Kuscsik   (Brooklyn, 2 de gener de 1939 - Huntington Station, 8 de juny de 2025) va ser una corredora de fons dels Estats Units d'Amèrica, que va participar en més de 80 maratons.

## Biografia
Kuscsik va ser la primera dona que va córrer a la Marató de Nova York, la primera dona guanyadora de la Marató de Boston, el 1972 amb un temps de 3:10:26, i la guanyadora en dues ocasions, el 1972 i 1973, de la Marató de Nova York, amb uns temps de 3:08:41 i 2:57:07, respectivament.
Abans de començar a córrer, Kuscsik havia estat campiona femenina de patinatge de velocitat, campiona femenina de patinatge sobre rodes i campiona femenina de ciclisme de l'estat de Nova York, tot el mateix any. Nina Kuscsik va començar a córrer el 1967 utilitzant el llibre Jogging de Bill Bowerman com a guia. Va començar a córrer competitivament el 1969 quan va entrar a la Marató de Boston com a participant no oficial, acabant en 3 hores i 46 minuts, però el temps no va aparèixer als resultats, com ho va fer el masculí. A més de guanyar les maratons de Nova York i Boston, Kuscsik va completar més de 80 maratons, aconseguint un millor temps de 2:50:22. Kuscsik també va establir un rècord nord-americà de 50 milles el 1977 en 6:35:53, al Central Park, a Nova York, i va ser la primera dona que va acabar l'Empire State Building Run-Up el 1979, 1980 i 1981.
Quan el 1972 Kuscsik va guanyar la Marató de Nova York, aquell any, Kuscsik, Pat Barrett, Lynn Blackstone, Liz Franceschini, Cathy Miller i Jane Muhrke van protestar per la regla de la Unió Atlètica Amateur, segons la qual les dones maratonianes havien de començar la seva carrera deu minuts abans o després dels homes, tal com havia implementat l'organització. Aquell any les dones havien de començar a córrer deu minuts abans que els homes. Les dones van protestar assegudes, i esperant deu minuts mentre sostenien rètols que protestaven per la norma, abans de començar a córrer, quan els homes van començar. Es van fer conegudes com 'les Sis de Nova York' a causa de la seva protesta. En acabar la competició es van afegir deu minuts als seus temps. El requisit de deu minuts de diferència, però, es va eliminar més tard el 1972.
Kuscsik va aconseguir introduir canvis en les regles atlètiques per permetre a les dones córrer la distància de marató als Estats Units i celebrar campionats dels Estats Units. També va preparar i presentar una resolució aprovada pels EUA i la Federació Internacional d'Atletisme Amateur (IAAF) per col·locar la marató femenina als Jocs Olímpics. Va presentar clíniques d'inici, marató i carrera femenina a organitzacions atlètiques i professionals dels Estats Units. I va escriure articles d'entrenament per corredors. Kuscsik també exercí com a comentarista d'esdeveniments esportius i plans d'entrenament a diverses emissores estatunidenques.

## Marques personals[2]
| Any  | Competició                   | Temps   |
| 1972 | Marató de Boston             | 3:10:26 |
| 1972 | Marató de Nova York          | 3:08:41 |
| 1973 | Marató de Nova York          | 2:57:07 |
| 1977 | NYRR 50-Milles               | 6:35:53 |
| 1979 | Empire State Building Run-Up | 15:04   |
| 1980 | Empire State Building Run-Up | 14:55   |
| 1981 | Empire State Building Run-Up | 14:46   |